# 右代啓祐
右代啓祐（日语：／ Ushiro Keisuke，1986年7月24日—）生于北海道江别市，是一名日本男子田径运动员，主攻十项全能，毕业于國士館大學大学院。他的父亲曾在高中时代从事棒球运动，母亲、妹妹和弟弟也都是田径选手。在2016年里约奥运期间，他担任日本代表团的开幕式旗手及闭幕式旗手。